# Myriocarpa longipes
Myriocarpa longipes es una planta leñosa que varía en tamaño desde arbustos hasta árboles pequeños (8-12 m de altura) y es endémica de América Central y del Sur. Dentro de las Urticaceae, Myriocarpa se caracteriza por inflorescencias femeninas largas y colgantes en forma de cuerda de flores y tallos aparentemente desnudos que liberan un látex acuoso cuando se cortan. Arbusto generalmente dioico, raramente monoico o ginodioico, alto con ramas pubescentes. Las estimaciones de la diversidad del género oscilan entre cinco y dieciocho especies.
El género fue descrito por George Bentham en 1846 basándose en especímenes colombianos de Myriocarpa stipitata recolectados por Mss. Barclay. Weddell colocó a Myriocarpa en la tribu Boehmerieae de Urticaceae a pesar de su pubescencia anómala, morfología de cistolitos y anatomía de la madera. En su revisión de las Urticaceae, Friis mantuvo su posición dentro de las Boehmerieae, presumiblemente porque su posición en cualquier otra tribu de Urticaceae sería igualmente ambigua. La posición de Myriocarpa dentro de las Boehmerieae no está respaldada por análisis filogenéticos recientes de los datos de la secuencia trnL-F que recuperaron Myriocarpa dentro de un clado fuertemente apoyado que incluye a las tribus Urticeae y Lecantheae.
Sin embargo, su posición dentro de cualquiera de estas tribus no está resuelta. Según la morfología del pelo, las hojas y las flores, Myriocarpa podría colocarse igualmente en Lecantheae (ausencia de pelos en forma de gancho) o en Urticeae (hojas alternas, pistilodes que no expulsan el aquenio) y se justifica una mayor investigación, tanto molecular como morfológica.
La última revisión importante del género, en la que se reconocieron seis especies, fue la de Hugh Algernon Weddell. Desde esta revisión, Myriocarpa ha atraído poco interés taxonómico fuera de los tratamientos florísticos, a pesar de su morfología de inflorescencia femenina inusual y su posición ambigua dentro de las Urticaceae y actualmente se han publicado un total de 24 nombres de especies.

## Ecología
Myriocarpa longipes posee domacios, que son estructuras huecas en sus ramas habitadas por hormigas y que pueden defender a la planta contra insectos herbívoros. En poblaciones ginodioicas, los domacios de plantas femeninas de suelen estar restringidos a la parte media de las ramas, mientras que en las hermafroditas se pueden encontrar a lo largo de toda la rama. Como consecuencia, las plantas femeninas suelen tener mayor daño por herbívoros que las plantas hermafroditas. Entre las especies de hormigas que habitan los domacios se encuentran Pheidole sp., Cephalotes scutulatus, Camponotus sp., Pachycondyla sp., Camponotus atriceps, Dolichoderus lutosus, Dolichoderus bispinosus, y Azteca sp.